# Marine

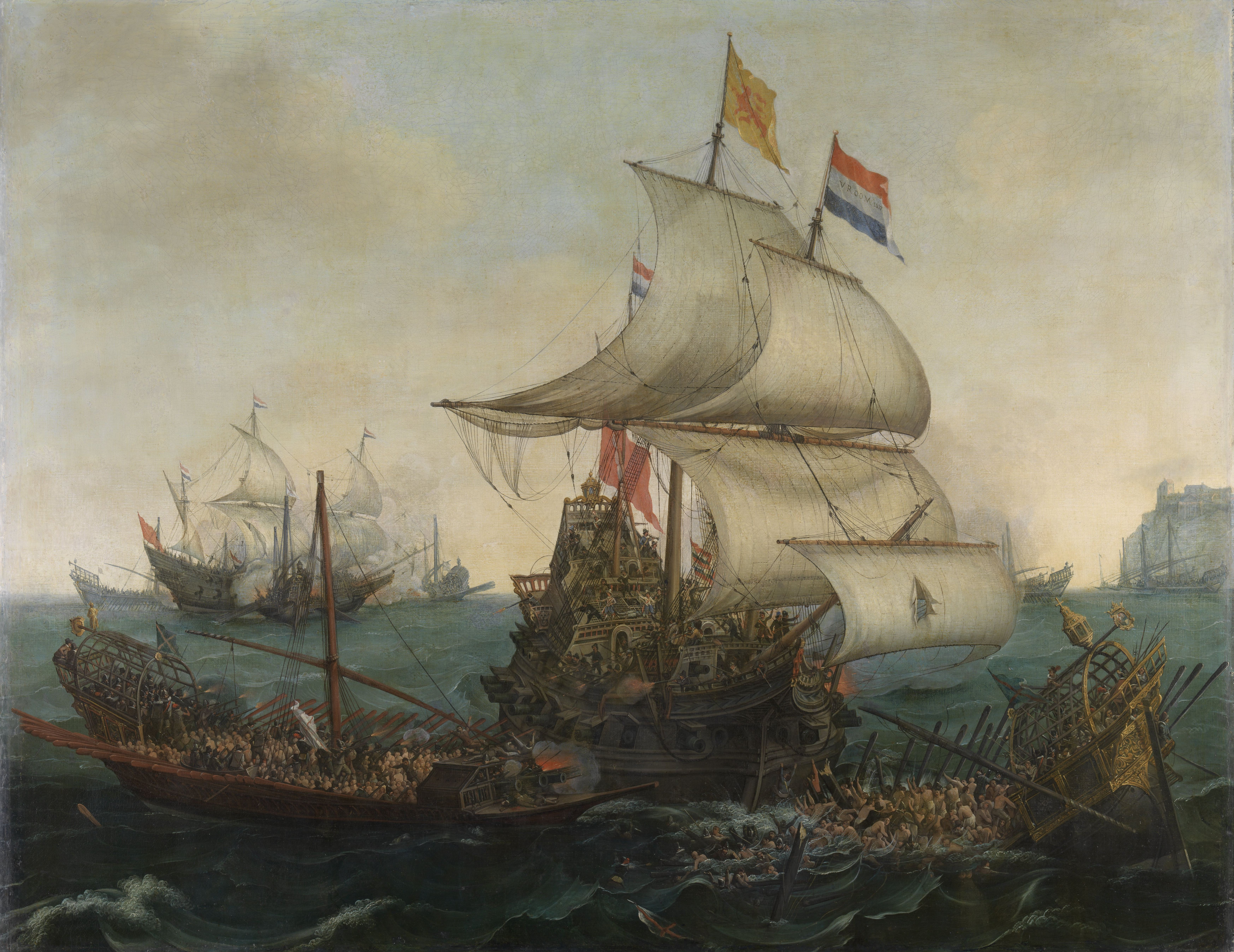
Ein unter staatlicher Flagge fahrendes niederländisches Kriegsschiff im Kampf (1602). Am Heck die „Blutflagge“ für den gemeinsamen Angriff auf den Gegner, im Großtopp die Flagge der Staten Generaal und hier auch Kennzeichen des Admiralsschiffes. Im Vor- und Besantopp die allgemeine Flagge der Vereinigten Provinzen der Niederlande.

Als Marine bezeichnet man die Gesamtheit der zur See fahrenden Flotte eines Staates. Diese besteht aus seiner Handelsmarine und seinen Seestreitkräften. Das Wort wurde wie viele andere militärische Begriffe (Militär, Armee) gegen 1700 aus dem Französischen ins Deutsche entlehnt und geht letztlich auf Lateinisch mare „Meer“ bzw. das Adjektiv marīnus „zum Meer gehörig“ zurück.
In vielen Staaten lassen sich die militärischen Schiffe der Marine von den zivilen Schiffen der Marine und denen der Handelsmarine an der geführten Flagge unterscheiden. Kriegsschiffe führen eine Seekriegsflagge (), zivile Schiffe der Marine eine Dienstflagge () und Handelsschiffe die Handelsflagge ().

## Militärisch

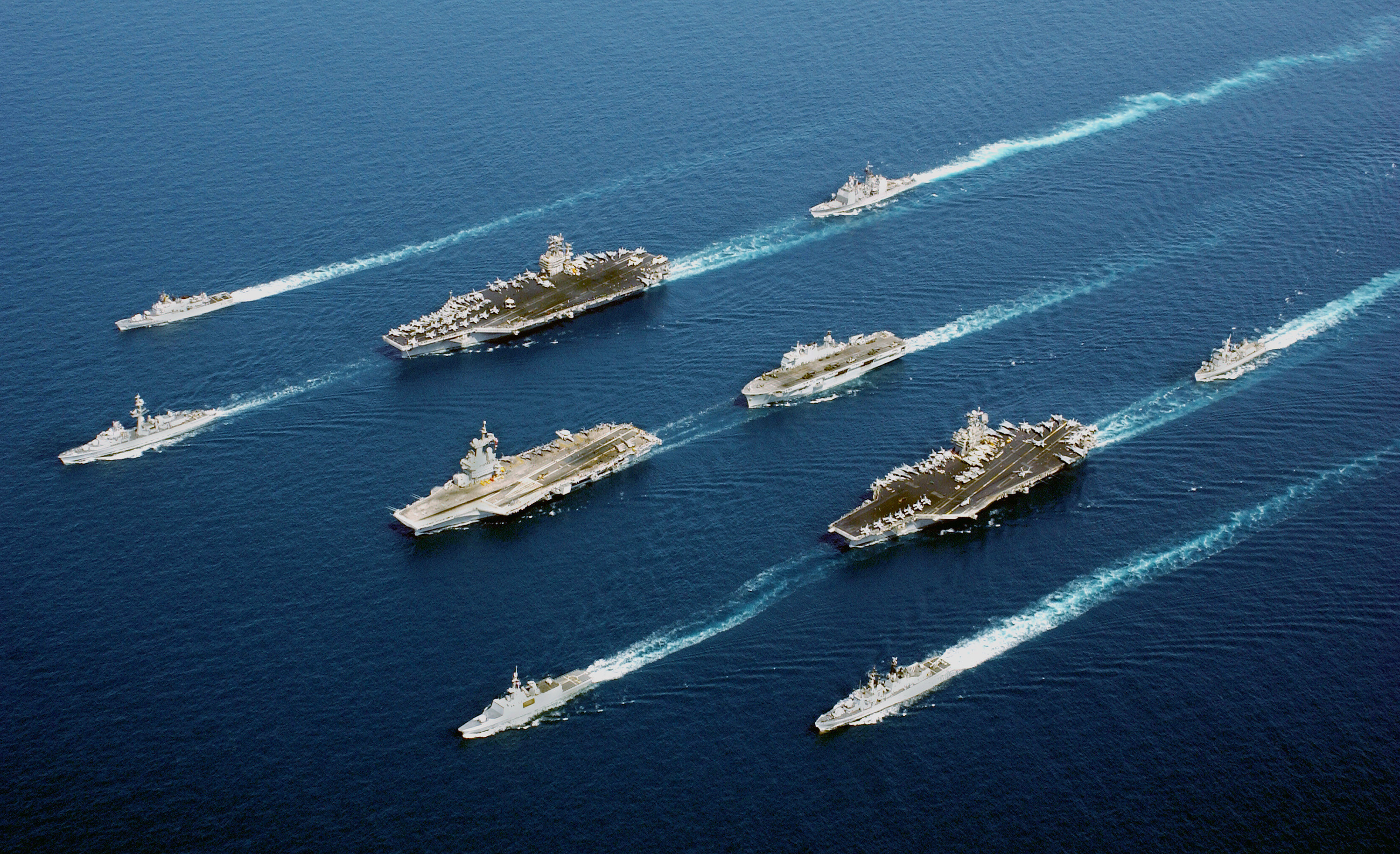
Kriegsschiffe in Paradeformation (Flugzeugträger aus drei Ländern und sechs Begleitschiffe)

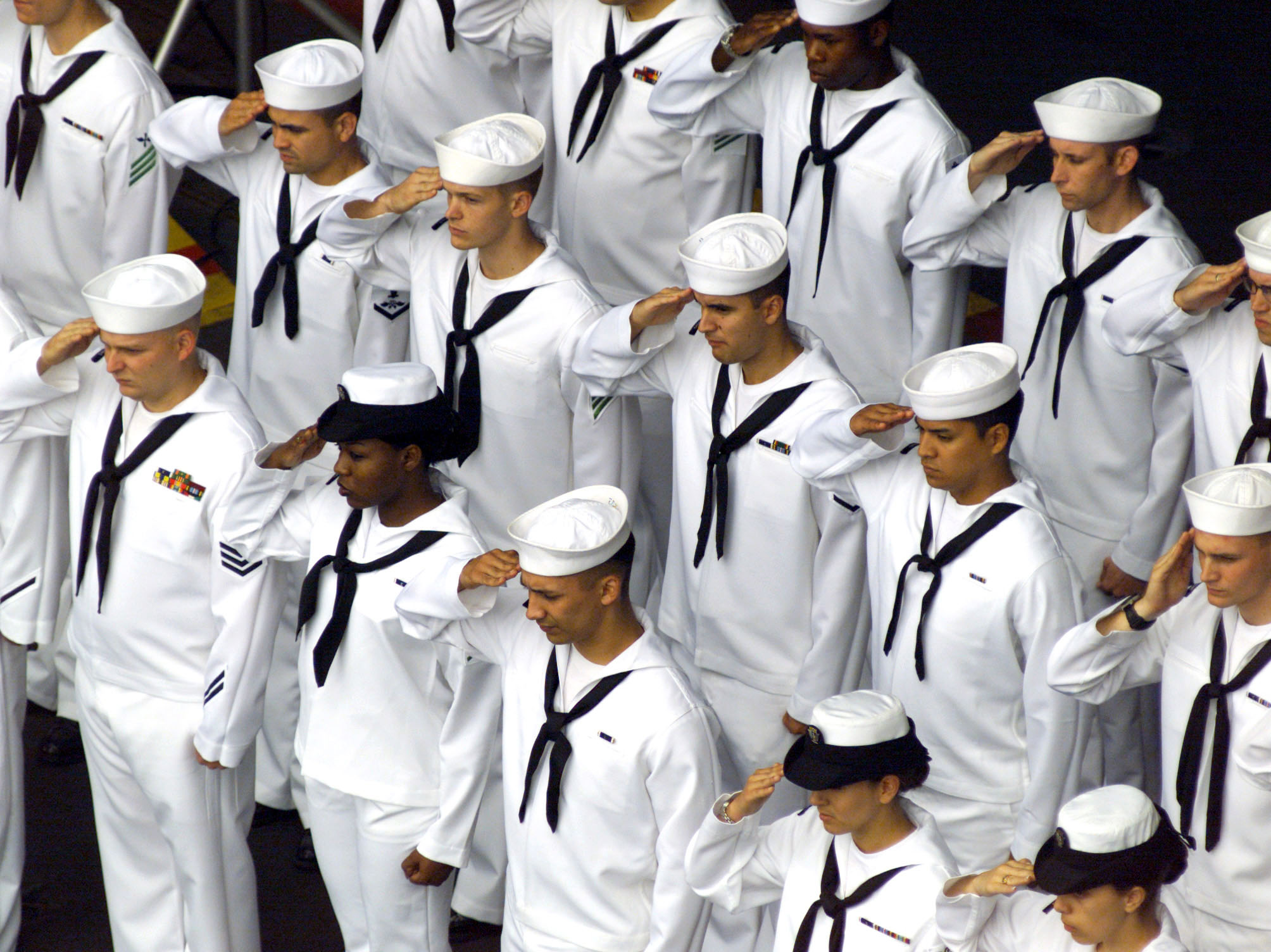
Seeleute/Matrosen

### Geschichte
Ursprünglich war die Marine lediglich das zu überseeischen Kriegseinsätzen eingeschiffte Landheer. Der zunehmende Seehandel machte den Schutz von Handelsschiffen zunächst durch bewaffnete Schiffsmannschaften, später auch durch Kriegsschiffe (Konvoischiffe) erforderlich. Darüber hinaus unterhielten bereits in der Antike einige Staaten ständige Kriegsmarinen, um ihre Macht sowohl auf See als auch in fremden Ländern ausüben zu können. Die ersten organisierten Marinen waren bei den Karthagern, Griechen und Römern anzutreffen.

### Allgemeines
Die Seestreitkräfte eines Staates werden im allgemeinen Sprachgebrauch auch die Flotte genannt. Sie bestehen aus der eigentlichen Flotte, den dazugehörenden unterstützenden Einheiten und Einrichtungen an Land sowie deren Organisation und Administration.
Die Marine kann mit Kriegsschiffen, Hilfsschiffen und sonstigen zugeordneten Anteilen wie Marinefliegern, Marineinfanterie, Unterstützungs- und Ausbildungseinrichtungen ausgerüstet sein.
Innerhalb militärischer Marinen wird meist organisatorisch zwischen einer oder mehreren Flotten und den unterstützenden Elementen wie etwa Stützpunkten, Schulen usw. unterschieden. Die Einsatzkräfte zu Wasser, zu Lande und in der Luft unterstehen dem Flottenkommando. Große Marinen haben mehrere Flotten, wie zum Beispiel die US Navy mit ihrer 2., 3., 4., 5., 6. und 7. Flotte oder die russische Marine mit der Pazifik-, der Schwarzmeer-, der Nordmeer- und der Baltischen Flotte sowie der Kaspischen Flottille.
Nach einer Auflistung von The National Interest aus dem Jahre 2014 ist die US-Navy die mächtigste Kriegsmarine weltweit, gefolgt von den Seestreitkräften der Volksrepublik China, Russlands, des Vereinigten Königreiches sowie Japans.
Laut dem Global Firepower Index 2021 sind die stärksten Seestreitkräfte der Welt die der Volksrepublik China, Russlands, Nordkoreas und der Vereinigten Staaten. Die stärkste westeuropäische Marine ist demnach die Marine Nationale.
Interessant ist, dass die Französische Marine Nationale zahlenmäßig der britischen Royal Navy überlegen ist.

### Aufgaben und Funktionen
Die Beherrschung der See ist die Hauptaufgabe von Marinen im Krieg. Starke Seestreitkräfte sollen sicherstellen, dass ihr Land die Seewege als Transportwege für Güter und militärische Kräfte nutzen kann. Unterlegene Seestreitkräfte konzentrieren sich meist darauf, dem Gegner diese Nutzung zu verwehren, auch wenn man die See selbst nicht für eigene Zwecke nutzen kann. Typisch für diese Art der Auseinandersetzung auf See waren die beiden Weltkriege, in denen die zur See überlegenen Alliierten den Nordatlantik als Versorgungsroute benötigten, während die unterlegenen Deutschen diese Nutzung mit ihren U-Booten und Hilfskreuzern verhindern wollten, ohne je selbst die Chance zu haben, eigene Seetransporte über den Atlantik zu führen. Insofern sind Seekriege häufig Abnutzungskriege; die Seeschlacht ist die Ausnahme, auch wenn sie das Bild des Seekriegs im allgemeinen Bewusstsein geprägt hat.
Marinen entfalten Seemacht als militärische Wirkung nicht erst im Kriege, sondern bereits im Frieden und in Krisen oder regionalen Konflikten. So ist der Schutz der Seewege und des Seehandels gegen Piraterie für die meisten Marinen eine Daueraufgabe auch im Frieden. Dazu gehört außerdem die Beseitigung von Gefahren in den Gewässern wie beispielsweise durch Seeminen. Viele Marinen haben außerdem nationale Polizeiaufgaben, zum Beispiel bei der Überwachung und Durchsetzung des Meeresumweltschutzes. Bei Krisen und regionalen Konflikten können Seestreitkräfte anders als Landstreitkräfte auf der Hohen See ohne völkerrechtliche Hindernisse bewegt werden. Ihre Präsenz in einer Region unterstreicht den Machtanspruch der jeweiligen Nation.

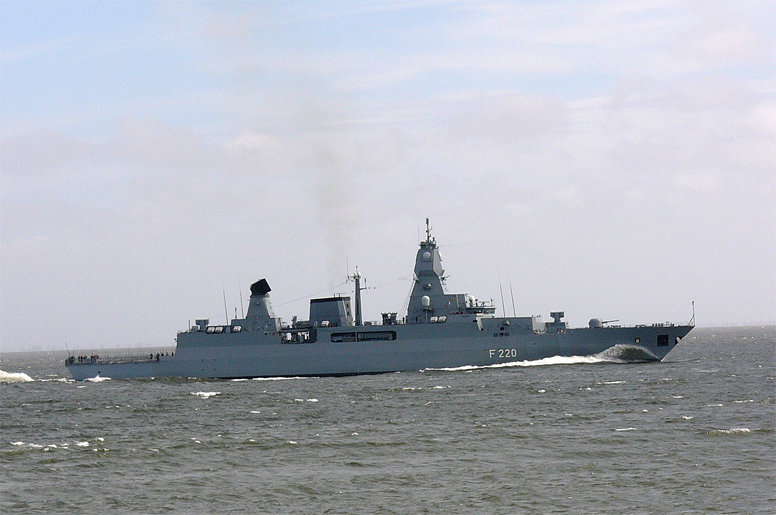
Fregatte Hamburg der Deutschen Marine

### Deutschland
In Deutschland meint man mit Marine den auf die militärischen Aufgaben auf bzw. von See spezialisierten Teil der Bundeswehr, in Abgrenzung zum Heer und zur Luftwaffe.
Die Dienstgrade in der Marine haben meist andere Bezeichnungen als die des Heeres oder der Luftwaffe. Dabei sind die militärischen Bezeichnungen teilweise an die der Handelsmarine angelehnt.

## Zivil

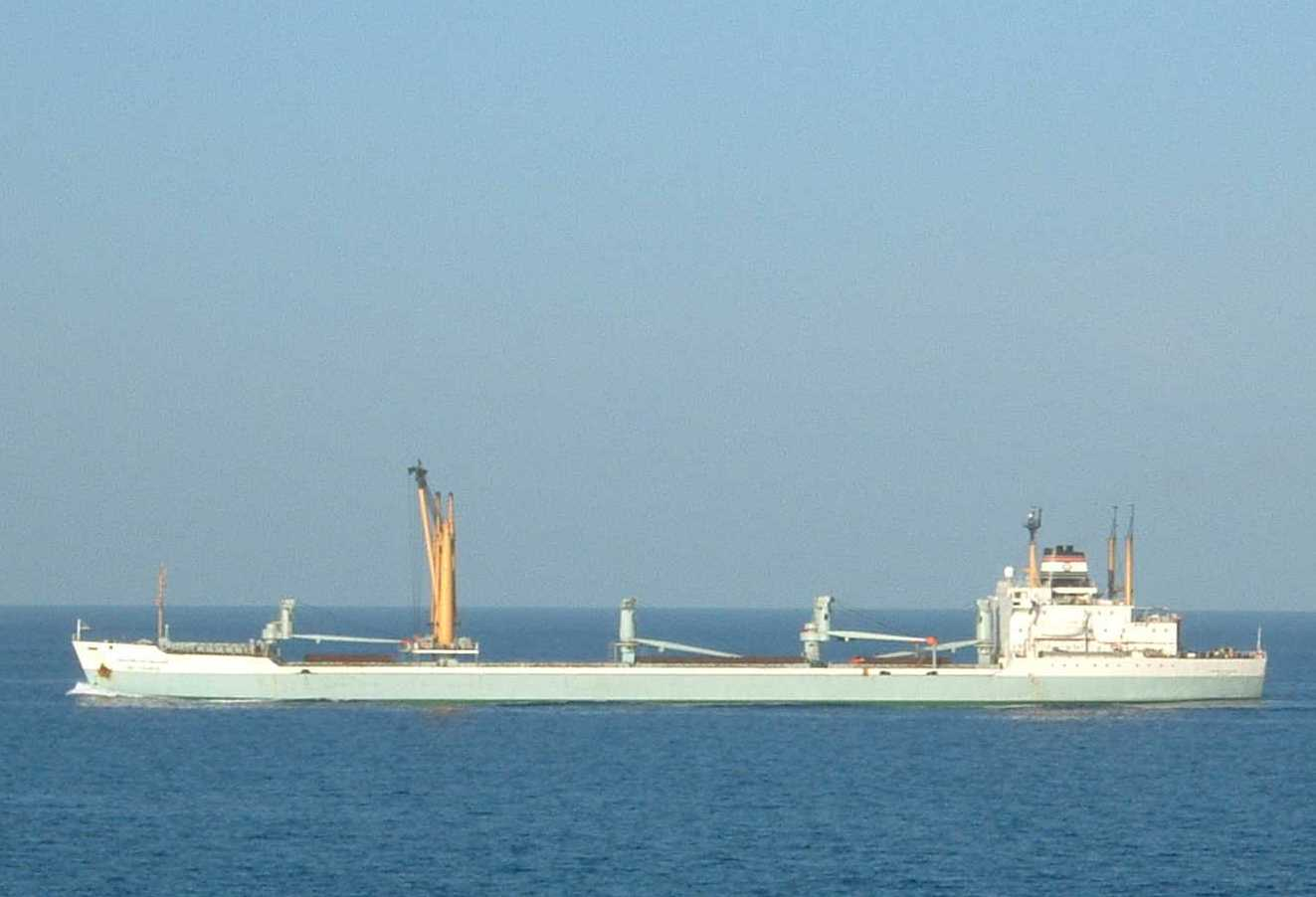
Handelsschiff

Neben dem heute gebräuchlichen Wort Handelsflotte wird auch der Begriff Handelsmarine für die Gesamtheit aller Handelsschiffe eines Landes und die dazugehörige Administration verwendet. In Deutschland regelt Art. 27 Grundgesetz: „Alle deutschen Kauffahrteischiffe bilden eine einheitliche Handelsflotte.“